# Ołeksandra Koraszwili
Ołeksandra Koraszwili (ukr. Олександра Корашвілі; ur. 1 marca 1996 w Odessie) – ukraińska tenisistka, finalistka juniorskiego Australian Open w deblu.
W lipcu 2012 roku zadebiutowała w turnieju z cyklu WTA – podczas Baku Cup 2012 otrzymała dziką kartę do turnieju kwalifikacyjnego, w którym przegrała swój mecz pierwszej rundy z Zhou Yimiao 2:6, 0:6. W październiku, podczas zawodów rangi ITF, zdobyła pierwszy tytuł w grze deblowej. Na koniec roku dotarła do półfinału gry pojedynczej podczas turnieju o puli nagród 10 000 $ w Bangkoku.
Na początku 2013 roku startowała na Australian Open – w rywalizacji singlowej dziewcząt odpadła w drugiej rundzie, a w deblu, grając w parze z Barborą Krejčíkovą, dotarła do finału.

## Wygrane turnieje rangi ITF
| turnieje z pulą nagród 100 000 $ |
| turnieje z pulą nagród 75 000 $  |
| turnieje z pulą nagród 50 000 $  |
| turnieje z pulą nagród 25 000 $  |
| turnieje z pulą nagród 15 000 $  |
| turnieje z pulą nagród 10 000 $  |

### Gra pojedyncza
|    | Data       | Turniej  | Kat. | ($)    | Naw.   | Finalistka            | Wynik               |
| 1. | 30/11/2014 | Susa     | ITF  | 10 000 | twarda | Manon Arcangioli      | 6:3, 6:2            |
| 2. | 29/11/2015 | Nules    | ITF  | 10 000 | ziemna | Andrea Gamiz          | 6:4, 6:7(7), 7:6(3) |
| 3. | 30/10/2016 | Hammamet | ITF  | 10 000 | ziemna | Guadalupe Perez Rojas | 5:7, 6:2, 6:1       |

### Gra podwójna
|    | Data       | Turniej        | Kat. | ($)    | Naw.   | Partnerka               | Finalistki                                 | Wynik         |
| 1. | 01/10/2012 | Bidar          | ITF  | 10 000 | twarda | Rishika Sunkara         | Nungnadda Wannasuk Zhang Nannan            | 6:4, 4:6, 6:2 |
| 2. | 02/03/2013 | Netanja        | ITF  | 10 000 | twarda | Polina Lejkina          | Nateła Dzałamidze Aminat Kuszkowa          | 6:4, 6:2      |
| 3. | 05/04/2014 | Szarm el-Szejk | ITF  | 10 000 | twarda | Jana Fett               | Ola Abou Zekry Majar Szarif                | 6:4, 7:5      |
| 4. | 16/11/2014 | Susa           | ITF  | 10 000 | twarda | Nateła Dzałamidze       | Harriet Dart Francesca Stephenson          | 6:3, 6:1      |
| 5. | 23/11/2014 | Susa           | ITF  | 10 000 | twarda | Nateła Dzałamidze       | Dea Herdželaš Jelena Simić                 | 6:3, 6:1      |
| 6. | 05/04/2015 | Osprey         | ITF  | 50 000 | ziemna | Anhelina Kalinina       | Verónica Cepede Royg María Irigoyen        | 6:1, 6:4      |
| 7. | 15/08/2015 | Kazań          | ITF  | 10 000 | ziemna | Polina Lejkina          | Anastasija Frolowa Polina Merenkova        | walkower      |
| 8. | 20/09/2015 | Bucza          | ITF  | 10 000 | ziemna | Alona Fomina            | Olga Janczuk Wiktorija Kan                 | 6:4, 6:3      |
| 9. | 17/10/2015 | Melilla        | ITF  | 10 000 | twarda | Estrella Cabeza Candela | Irene Burillo Escorihuela Isabelle Wallace | 6:3, 6:1      |

## Finały juniorskich turniejów wielkoszlemowych

### Gra podwójna (1)
| Końcowy wynik | Rok  | Turniej         | Nawierzchnia | Partnerka          | Przeciwniczki         | Wynik finału   |
| Finalistka    | 2013 | Australian Open | Twarda       | Barbora Krejčíková | Ana Konjuh Carol Zhao | 7:5, 4:6, 7-10 |